# Telmatornis priscus
Telmatornis priscus — викопний вид сивкоподібних птахів родини Graculavidae, що існував у кінці крейдяного періоду (71-68 млн років тому). Скам'янілі рештки знайдені у відкладеннях формування Нейвсінк у штаті Нью-Джерсі (США). Аналіз передніх кінцівок (Varricchio 2002) показав, що птах, за формою тіла та способом життя був схожий на сучасних пірникоз.